# Lobnica, Ruše
Lobnica este o localitate din comuna Ruše, Slovenia, cu o populație de 182 de locuitori.